# Digimon Adventure (film)
Digimon Adventure (デジモンアドベンチャー?) è un cortometraggio d'animazione giapponese del 1999, prodotto da Toei Animation e primo film diretto da Mamoru Hosoda, oltre ad essere il primo prodotto animato del franchise Digimon, facendo da prologo alla serie animata Digimon Adventure.

## Trama
Una sera due bambini, Hikari e Taichi, vedono un uovo uscire dallo schermo del computer. La mattina dopo l'uovo si schiude e ne emerge una strana creatura nera, con la quale Hikari riesce a comunicare grazie al suo fischietto. La creatura si evolve poi in un essere rosa, acquisendo anche l'abilità di parlare e dichiarando di chiamarsi Koromon.
La notte successiva la creatura si sente male e si evolve nuovamente, stavolta in un grande dinosauro giallo, che esce dalla casa con Hikari sulle spalle. Taichi corre in strada per inseguirli e nota i numerosi danni provocati dalla creatura, la quale dimostra anche di saper sparare delle palle di fuoco.
Di colpo nel cielo si schiude un secondo uovo, stavolta gigantesco, dal quale esce un enorme essere somigliante ad un pappagallo. I due mostri cominciano a combattersi e Koromon si trasforma nuovamente, stavolta in un enorme dinosauro arancione. Hikari e Taichi assistono impotenti allo scontro e con loro diversi altri bambini che lo vedono dalle loro finestre. La creatura che un tempo era Koromon viene sbattuta a terra ma, grazie al fischietto di Hikari utilizzato da Taichi, essa si rialza e sconfigge l'enorme pappagallo.
La mattina dopo i due mostri sono completamente spariti, lasciandosi indietro solo i danni provocati e i due bambini sbigottiti.

## Colonna sonora
Nel cortometraggio originale l'unica musica di sottofondo è il Boléro di Maurice Ravel, mentre la canzone utilizzata nei titoli di coda è una versione di 30 secondi di Butter-Fly di Kōji Wada, canzone poi utilizzata come sigla di apertura della prima serie animata.

## Distribuzione

### Giappone
Il cortometraggio è stato distribuito nei cinema giapponesi il 6 marzo 1999, un giorno prima della messa in onda della serie animata omonima, come parte del Tōei Spring Anime Fair '99 insieme a Yu-Gi-Oh! e a Doctor Slump: Arare no Bikkuri Bān. Il Tōei Spring Anime Fair '99 incassò circa 650 milioni di yen.
Digimon Adventure venne poi distribuito in Giappone in VHS a noleggio il 6 agosto 1999 e acquistabile il 10 dicembre 1999. La versione in DVD venne distribuita insieme a Digimon Adventure: Bokura no War Game! in un solo disco pubblicato a noleggio il 13 ottobre 2000 e acquistabile il 21 gennaio 2001.

### Versione occidentale
Il film è stato distribuito in America del Nord ed Europa nel 2000 come parte del rimontaggio statunitense Digimon - Il film, che univa insieme questo cortometraggio, Digimon Adventure: Bokura no War Game!, Digimon Adventure 02: Zenpen: Digimon Hurricane Jōriku!!/Kōhen: Chōzetsu Shinka!! Ōgon no Digimentals e un'introduzione creata ad hoc per il rimontaggio con i personaggi della serie animata Angela Anaconda.
Il rimontaggio vide un pesante rimaneggiamento di tutti i film al suo interno nella sceneggiatura, nella durata e nelle musiche.